# Hluboká (Dešná)

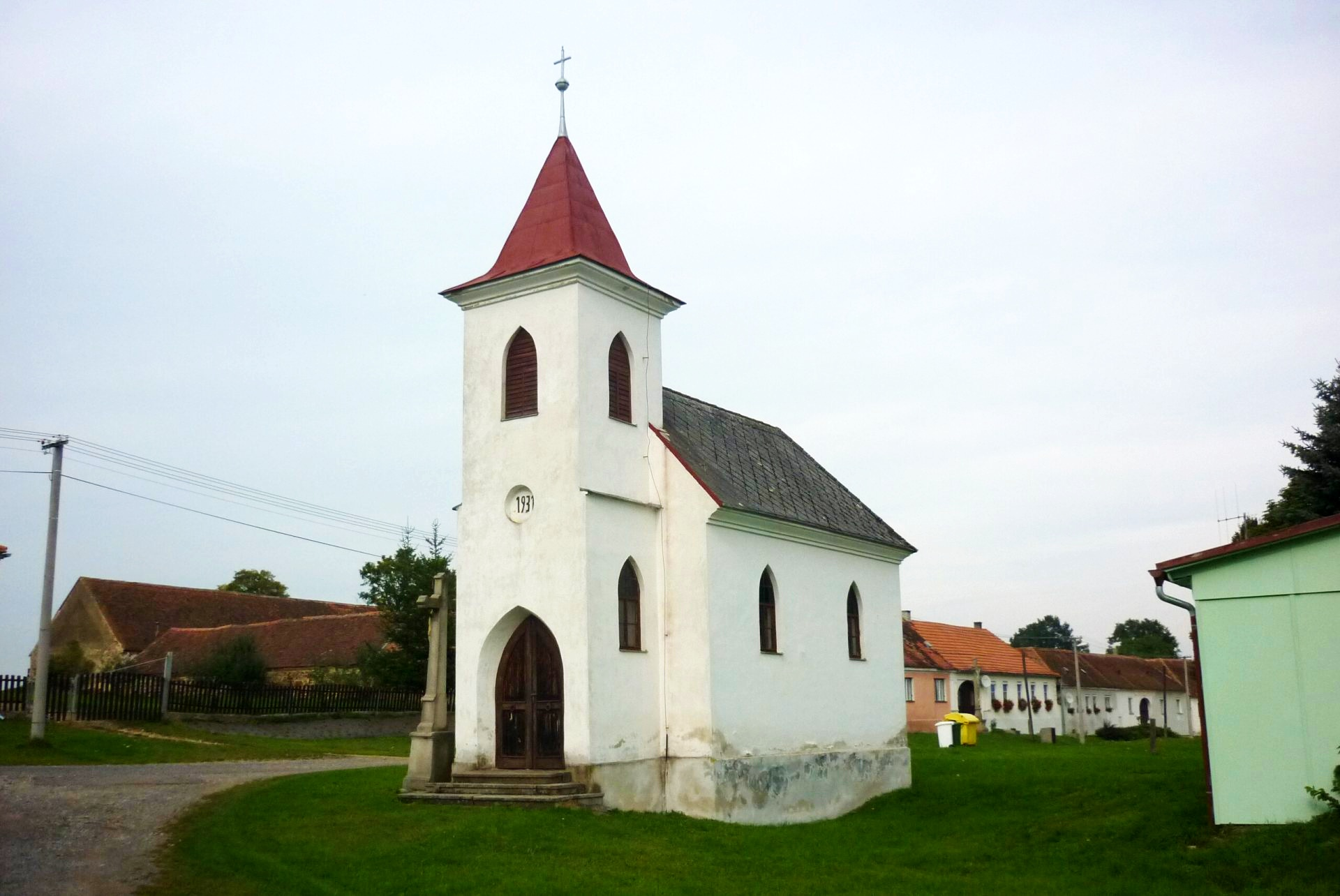
Kapelle der Apostel Kyrill und Method

Hluboká (deutsch Tiefenbach, 1938–1945 Tiefenbach (Südmähren)) ist ein Ortsteil der Gemeinde Dešná in Tschechien. Er liegt zwölf Kilometer südlich von Jemnice an der österreichischen Grenze und gehört zum Okres Jindřichův Hradec.

## Geographie
Das Längsangerdorf Hluboká befindet sich am Oberlauf des Baches Hlubocký potok in der Bítovská pahorkatina (Vöttauer Hügelland). Im Osten erhebt sich der Kysibl (Gießhübel, 485 m. n.m.), südöstlich der Šibeník (Galgenberg, 517 m n. m.), im Westen der Süßhügel (503 m ü. A.) sowie nordwestlich der Horní díl (Böhmin-Lehen, 505 m. n.m.). Durch Hluboká führt die Staatsstraße II/410 zwischen Jemnice und der Staatsgrenze bei Schaditz.
Nachbarorte sind Rancířov im Norden, Lubnice im Nordosten, Mešovice im Osten, Vratěnín und Luden im Südosten, Schaditz im Süden, Süßenbach im Südwesten, Weikertschlag an der Thaya und Wilhelmshof im Westen sowie Unterpertholz und Ziernreith im Nordwesten.

## Geschichte
Die erste urkundliche Erwähnung von Teufenpach erfolgte im Jahre 1312, als die Frau des Matouš von Füllstein, Isolda, das Dorf zusammen mit Ungerschicz der Zisterzienserinnenabtei Oslawan schenkte. Nach der Aufhebung des Klosters Oslawan im Jahre 1525 gelangte Teufenpach an die Herren Kraiger von Kraigk auf Zornstein, zu deren Besitz bereits seit 1493 der weltliche Anteil von Ungerschicz gehörte. Sie bauten im 16. Jahrhundert Ungerschicz zu ihrem neuen Herrschaftssitz aus und errichteten dort eine Feste. Adam Wolf Kraiger von Kraigk überschrieb 1564 die Herrschaft Ungarschitz mit allem Zubehör, darunter auch dem wüsten Teufenpach an Wolf Strein von Schwarzenau. Teufenpach wurde um 1600 wiederbesiedelt. 1628 erwarb Jakob von Berchtold die Herrschaft Ungarschitz von Hans Georg Strein von Schwarzenau. Die Berchtoldschen Erben verkauften die Herrschaft 1692 an Donat Johann Heißler von Heitersheim, dessen Sohn Franz Joseph sie 1732 an Anton von Hartig veräußerte. Der Ortsname Tiefenbach ist seit 1719 gebräuchlich. Ab 1764 besaß Johann Heinrich von Nimptsch die Herrschaft Ungarschitz; 1768 gelangte die Herrschaft an das Adelsgeschlecht Collalto und wurde Teil des Familienfideikommisses Pirnitz. Das aus den 1770er Jahren stammende älteste Ortssiegel zeigt eine Wasserfläche mit einer mittigen Blume. 1793 gab es in Tiefenbach 27 Häuser, in denen 180 Menschen lebten. Der tschechische Name Hluboka entstand im ersten Drittel des 19. Jahrhunderts als Übersetzung des deutschen Ortsnamens. 
Im Jahre 1834 bestand das im Znaimer Kreis gelegene Dorf Tiefenbach bzw. Hluboka aus 27 Häusern mit 155 deutschsprachigen Einwohnern. Erwerbsquelle bildete die Landwirtschaft. Ein großer Teil der Gemeindefluren lag hinter dem zum Stift Geras gehörigen Dorf Ranzern, einige Äcker des Stiftsgutes Ranzern reichten bis an die Tiefenbacher Hausgärten. Wahrscheinlich erfolgte dort ein Flurtausch, über dessen Hintergründe nichts überliefert ist. Pfarr- und Schulort war Ranzern. Bis zur Mitte des 19. Jahrhunderts blieb Tiefenbach der Fideikommissherrschaft Ungarschitz untertänig.
Nach der Aufhebung der Patrimonialherrschaften bildete Tiefenbach / Hluboká ab 1848 eine Gemeinde im Gerichtsbezirk Jamnitz. Ab 1869 gehörte Tiefenbach zum Bezirk Datschitz; zu dieser Zeit hatte das Dorf 177 Einwohner und bestand aus 27 Häusern. 1896 wurde die Gemeinde dem Bezirk Mährisch Budwitz zugeordnet. Im Jahre 1900 lebten in Tiefenbach 133 Personen; 1910 waren es 127. Nach dem Ersten Weltkrieg zerfiel der Vielvölkerstaat Österreich-Ungarn, das Dorf wurde 1918 Teil der neu gebildeten Tschechoslowakischen Republik. Beim Zensus von 1921 lebten in den 28 Häusern von Tiefenbach 138 Personen, darunter 110 Deutsche und 25 Tschechen. Im Jahre 1930 bestand Tiefenbach aus 27 Häusern und hatte 146 Einwohner, darunter 107 Deutsche und 28 Tschechen. Auf dem Dorfplatz wurde 1931 die Kapelle Mariä Himmelfahrt errichtet. Tiefenbach war ein wohlhabendes Bauerndorf mit einer Dorfschmiede. Nach dem Münchner Abkommen wurde die Gemeinde 1938 dem Großdeutschen Reich zugeschlagen und gehörte bis 1945 zum Kreis Waidhofen an der Thaya. Zur Unterscheidung zum anderen Tiefenbach wurde der Gemeindename 1938 in Tiefenbach (Südmähren) geändert. 1939 lebten 127 Personen in der Gemeinde. Nach dem Ende des Zweiten Weltkrieges kam Hluboká 1945 zur Tschechoslowakei zurück, es erfolgte die Wiederherstellung der alten Bezirksstrukturen. Am 9. Mai 1945 wurden die deutschsprachigen Bewohner über die Grenze nach Österreich vertrieben und der Ort mit Tschechen besiedelt. 1948 wurde die Gemeinde in den Okres Dačice umgegliedert. Zu dieser Zeit wurde das Dorf von den angrenzenden österreichischen Ortschaften durch den Eisernen Vorhang abgeschottet. Im Jahre 1950 hatte Hluboká nur noch 102 Einwohner. Bei der Gebietsreform von 1960 wurde Hluboká im Zuge der Aufhebung des Okres Dačice dem Okres Jindřichův Hradec zugeordnet. Am 1. Juli 1974 erfolgte die Eingemeindung nach Rancířov und mit diesem zusammen am 30. April 1976 nach Dešná. Beim Zensus von 2001 lebten in den 14 Häusern von Hluboká 50 Personen.

## Ortsgliederung
Der Ortsteil bildet den Katastralbezirk Hluboká u Dačic.

## Sehenswürdigkeiten

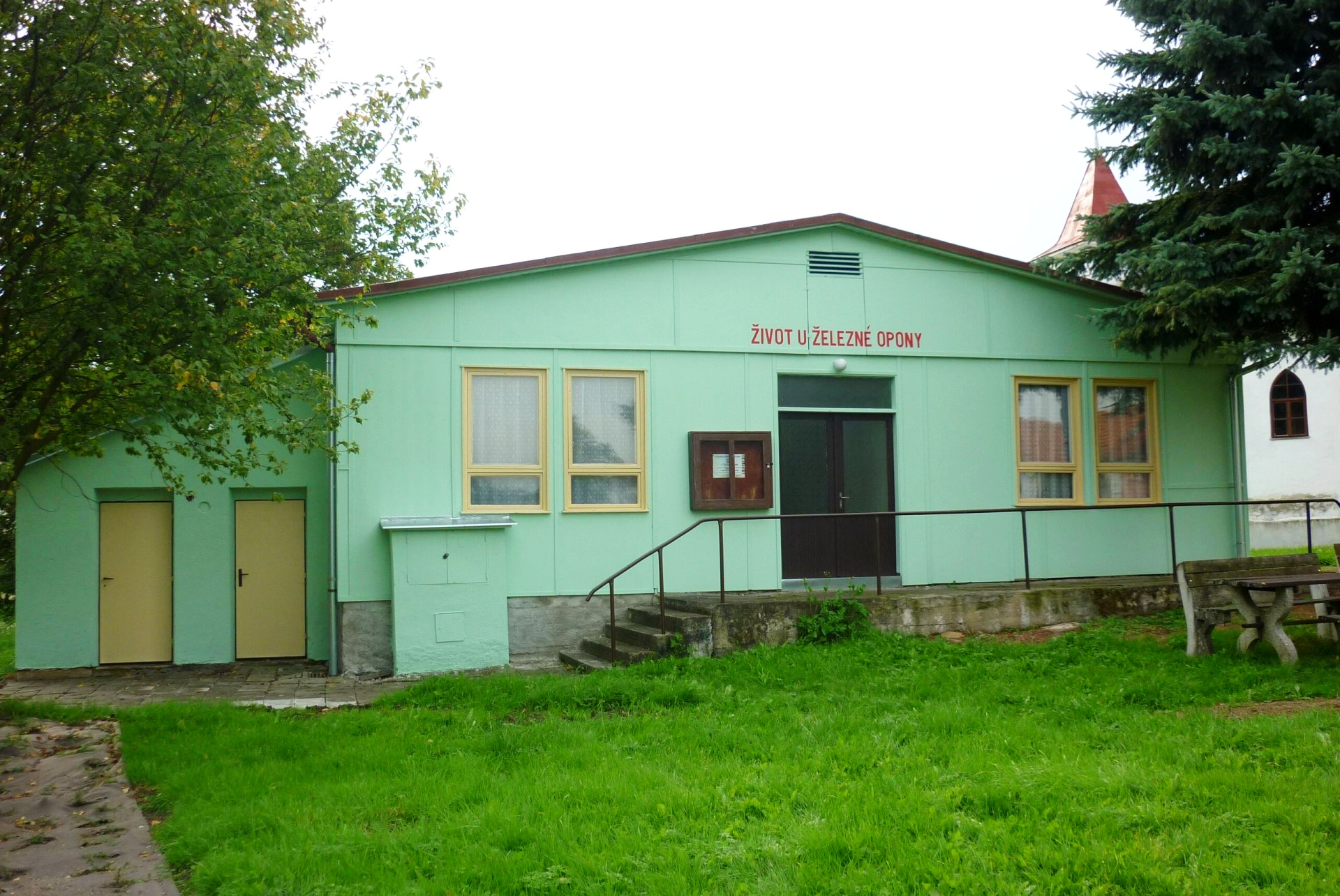
Museum „Leben am Eisernen Vorhang“ (Život u železné opony) (2012)

- Kapelle der Apostel Kyrill und Method auf dem Dorfanger, errichtet 1931 und ursprünglich Mariä Himmelfahrt geweiht
- Museum des Lebens am Eisernen Vorhang (tschechisch Muzeum Život u železné opony) auf dem Dorfplatz, eröffnet 2012
- Mehrere Wegkreuze